# Michael Mason
Michael Mason, född 30 september 1986, är en friidrottare från Kanada. Han deltog vid olympiska sommarspelen 2008, olympiska sommarspelen 2012, olympiska sommarspelen 2016 och olympiska sommarspelen 2020.